# وزارت جهاد سازندگی
وزارت جهاد سازندگی از وزارتخانه‌های دولت جمهوری اسلامی ایران بود، که در سال ۱۳۶۲ تأسیس شد و در پی ادغام با وزارت کشاورزی در سال ۱۳۷۹ منحل گردید و امروزه همچنان فعالیت خود را در قالب وزارت جهاد کشاورزی ادامه می‌دهد.
پیشینه شکل‌گیری نهاد جهاد سازندگی به ۴ ماه پس از پیروزی انقلاب ۱۳۵۷ بازمی‌گردد، که در تاریخ ۲۷ خرداد ۱۳۵۸ با فرمان روح‌الله خمینی؛ رهبر وقت جمهوری اسلامی ایران، با هدف تأمین نیازهای اولیه به روستاها، آغاز به کار کرد.

## تاریخچه
نهاد جهاد سازندگی در روز ۷ آذر ۱۳۶۲ طی طرحی در ۳ فصل شامل: اهداف، وظایف و مقررات عمومی در ۱۱ ماده و ۵ تبصره با تأیید مجلس شورای اسلامی به وزارتخانه جهاد سازندگی تبدیل شد. این طرح ۱۰ روز بعد به تأیید شورای نگهبان رسید. وزارت جهاد سازندگی به کمیته‌های مختلف با شرح وظایف مختلف تقسیم شد، که مهم‌ترین آن‌ها عبارتند از:
- کمیته فرهنگی
- کمیته عمران و فنی
- کمیته کشاورزی
- کمیته بهداشت و درمان
- کمیته پشتیبانی مناطق جنگی
- کمیته صنایع

## دوره‌های زمانی
- ۲۷ خرداد ۱۳۵۸ تشکیل نهاد جهاد سازندگی به فرمان بنیانگذار جمهوری اسلامی ایران
- ۲۷ شهریور ۱۳۵۸ اساسنامه طرح جهادسازندگی روستاها تصویب شد.
- ۸ آذر ۱۳۶۲ قانون تشکیل وزارت جهادسازندگی و پیوستن عمران روستایی و عشایری به جهاد
- ۲۷ شهریور ۱۳۶۴ هماهنگی بین وزارت‌خانه‌های جهادسازندگی و صنایع
- ۲۵ دی ۱۳۶۴ هماهنگی بین وزارت‌خانه‌های جهادسازندگی و وزارت نیرو
- ۱۶ آذر ۱۳۶۵ هماهنگی بین وظایف وزارت‌خانه‌های جهادسازندگی و راه و ترابری
- ۳۰ شهریور ۱۳۶۶ پیوستن شیلات و آبزیان به وزارت جهادسازندگی
- ۱۹ اردیبهشت ۱۳۶۷ هماهنگی بین وظایف وزارت‌خانه‌های جهادسازندگی و بهداشت و درمان

## وزرا
وزیران جهاد سازندگی که در فاصله سالهای ۱۳۶۲ تا ۱۳۷۹ صدارت این وزارتخانه را برعهده داشتند.
- بیژن نامدار زنگنه: از ۱۳۶۲ تا ۱۳۶۷
- غلامرضا فروزش: از ۱۳۶۷ تا ۱۳۷۶
- محمد سعیدی‌کیا: از ۱۳۷۶ تا ۱۳۷۹